# Tennispalatsi
Tennispalatsi (finnisch) oder Tennispalatset (schwedisch, „Tennispalast“) ist eine ehemalige Sportstätte und heute ein Kultur- und Erholungszentrum in Kamppi in der finnischen Hauptstadt Helsinki. Im Gebäude befindet sich das Kunstmuseum HAM, ein Kino sowie mehrere Restaurants.

## Geschichte
Als im Juli 1938 Tokio das Recht der Austragung der Olympischen Sommerspiele 1940 offiziell an das Internationale Olympische Komitee zurückgab, wurde Helsinki als neuer Austragungsort bestimmt. Im Zuge dessen wurde der Tennispalast mit vier Tennisplätzen von Helge Lundström geplant. Wegen des Zweiten Weltkrieges konnten die Spiele letztendlich nicht abgehalten werden, sodass das Gebäude erst 1952 als olympische Wettkampfstätte diente. Dabei fanden im Tennispalast Vorrundenspiele im Basketball statt.